# 농형 3상 유도전동기

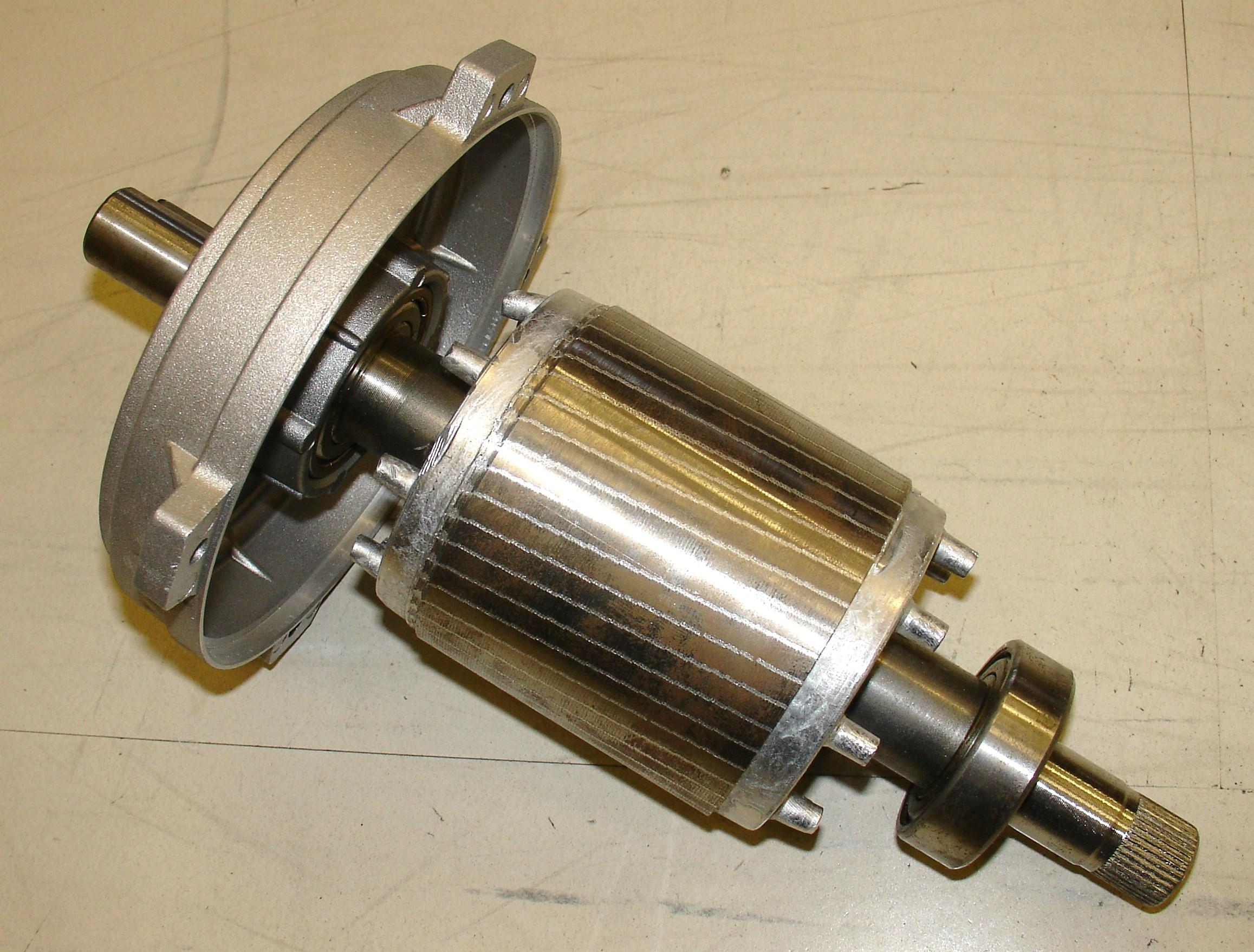

농형 3상 유도전동기(籠型三相誘導電動機)는 3상 교류로 회전자계를 생성하여, 도체의 양단을 모두 단락시킨 '농형 구조'로 농형 회전자를 이용한 전동기이다.

## 구조

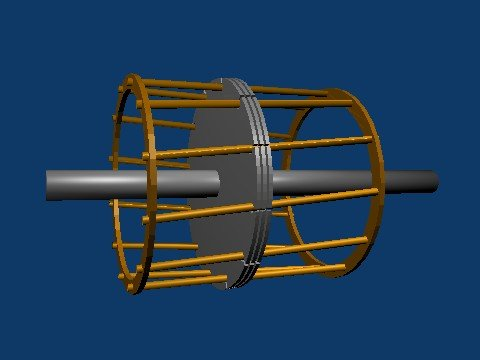
농형 회전자의 개념도

전동기 회전자 형상은 축 위에 장착된 실린더이다. 내부적으로는 길이 방향의 도체 바 (일반적으로 알루미늄Al 또는 구리Cu)홈으로 설정하고 케이지 같은 모양을 형성하는 단락 링으로 양쪽 끝에 연결하는 것이 포함되어 있다.

## 이론

농형 삼상 유도전동기

유도 전동기의 고정자에서 계자 권선은 3상전류를 통해 회전 자계를 설정한다. 이 필드와 회전자 사이의 상대적인 운동은 도체 바에서 전류를 유도한다. 사실상 회전자가 자계 주위를 회전하지만 약간 느린 속도로 주위에서 이루어진다. 철심 전동기는 도체를 통해 자기장을 이루는 역할을 한다.
회전자의 자계가 시간에 따라 교류하기 때문에, 코어는 코어의 에너지 손실을 줄이기 위해 변압기 코어와 유사한 구성을 이용한다. 이것은 코어 순환 와전류를 줄이고, 절연 바니시로 구분되는 얇은 박판으로 이루어진다. 전동기 바의 형상 및 깊이는 유도 전동기의 속도 - 토크 특성을 다양화하는데 이용될수 있다. 표피 효과로 인해 유도 전류가 외측 가장자리에서 흐르기 쉽다.
전동기가 가속화하는 바와 같이, 슬립 주파수가 감소하고 굴곡의 큰 깊이에서 유도 전류가 흐른다.

## 특징
- 삼상 전원에서, 양극을 바꾸면 정회전과 역회전을 바꿀 수 있다.
- 단상 유도전동기와 달리, 회전자계를 만들기 위한 장치가 필요없다(삼상 교류만으로 회전 자계를 발생시킬 수 있다).
- 권선형 삼상 유도전동기나 정류자 전동기와 비교했을 경우,
  - 구조가 단순하고 저렴하다.
  - 회전자에 절연부가 없어서 고열에 견딜 수 있으므로 고속역에서의 과부하에 강하다.
  - 브러쉬나 슬립 링과 같은 마모·접촉 통전 부분이 없기 때문에, 보수가 간단하고 견고하다(몇 년간의 연속 운전이 가능).
  - 반면, 시동 토크가 작고 회전속도의 조정 범위가 좁다.
- 권선형유도전동기에 비해, 시동 토크가 작아, 대형 기기에서는 시동시의 돌입전류를 억제하기 위한 시동 장치가 필요하다.
- 특수한 사용법으로서, 전동기는 회전자계에 맞추어 축회전하려 하기 때문에, 2차측의 회전이 전동기 회전을 웃도는 경우에 전동기 회전에 맞추려는 힘이 발생하므로 브레이크로서도 사용할 수 있다.

## 같이 보기
- 전동기

## 참조
1. ↑  theory and performance of electrical machines, J.B.Gupta